# Битва при Пирмазенсе
Битва при Пирмазенсе — одно из сражений Войны первой коалиции между французами и пруссаками, которое состоялось 14 сентября 1793 года при городке Пирмазенс расположенном в земле Рейнланд-Пфальц.

## Предыстория
После взятия Майнца 22 июля 1793 года главнокомандующий союзной армией, герцог Брауншвейгский, решил оттеснить Мозельскую армию французов за реку Саар и приступить к осаде Саарлуи и Ландау. Но король прусский не хотел действовать наступательно без согласия австрийского императора, а потому союзная армия около трёх недель оставалась в бездействии.
Генерал Фридрих Адольф фон Калькройт (11 батальонов и 10 эскадронов) стал к северу от Саарбрюкена близ Нейнкирхена, оттеснив французов к Санкт-Ингберту; принц Гогенлоэ (14 батальонов и 35 эскадронов) — у Гомбурга; герцог Брауншвейгский (19 батальонов пехоты и 25 эскадронов) — у Пирмазенсе; король прусский (14 батальонов и 15 эскадронов) — у Эденкобека, в виде резерва графу Дагоберту Зигмунду Вурмзеру, выдвинутому к Ландау.
В конце августа союзники возобновили наступательные действия. 20 августа граф Вурмзер, предприняв наступление пятью колоннами к реке Лаутер, после нескольких боев оттеснил французов. Между тем, Мозельская армия генерала Моро (20 000 человек) заняла сильную позицию при Горнбахе, а две французские дивизии расположились у Блискастеля и С.-Ингберта. 12 сентября французы сделали попытку перейти в наступление, но, застав союзную армию в полной боевой готовности, отступили.
13 сентября Моро вновь перешел в наступление. Выслав генерала Радо с 4-я тысячами солдат к Цвейбрюкену для производства совместно с дивизией, находившейся у Блискастеля, демонстрации против принца Гогенлоэ, Моро с четырнадцатитысячным отрядом и 38 орудиями двинулся через Вальсгаузен на Пирмазенсе, с целью зайти в тыл пруссакам.

## Сражение
Герцог Брауншвейгский, как последователь «кордонной» системы, желая всюду предупредить противника, разбросал силы настолько, что на сосредоточение своей армии ему потребовалось не менее трёх суток; по дороге к Цвейбрюкену находились только небольшие отряды. Поэтому известие, полученное утром 14 сентября, что французские войска следуют по этой дороге и подходят к Пирмазенсе, застало пруссаков врасплох. Поблизости находились только 6 батальонов, 10 эскадронов и 2 батареи, с которыми трудно было задержать противника. Несмотря на это, конница со своей артиллерией двинулась на рысях навстречу противнику; пехота поспешно следовала за ними; батальон, находившийся у Пирмазенсе для прикрытия главной квартиры, занял селения впереди города.
Дорога в Цвейбрюкен у Пирмазенсе пролегала по местности, стесненной с одной стороны Штейнбахским оврагом, а с другой — Блюментальской долиной. За этим дефиле местность позволяла развернуться всей французской армии. Два прусских пехотных полка драгун, пройдя данный участок, встретили французов; конная батарея открыла огонь, на который французы ответили огнем 24 орудий. Артиллерийский огонь продолжался два часа, а за это время к пруссакам подошло 7 батальонов и две батареи; Жан Рене Моро замедлил переходом в решительную атаку, поджидая отставших; в итоге элемент внезапности французами был упущен.
Герцог Брауншвейгский, не зная действительной причины бездействия Моро и слыша артиллерийскую канонаду у Цвейбрюкена, полагал, что французы у Пирмазенсе только группируются, а главный удар направят против Гогенлоэ. Но движение двух пехотных колонн на Пирмазенсе прояснило обстановку.
Батальон с двумя орудиями у Штейнбаха встретил наступление противника сильным ружейным и артиллерийским огнем. Выдвинутые против него три французских батальона смешались и отступили так поспешно, что увлекли за собой и главные силы. Герцог Брауншвейгский уже торжествовал победу, когда на его левом фланге показались две французские бригады, скрытно прошедшие по Блюменталю. Один прусский драгунский полк бросился на них, но был отброшен. Французская пехота бегом стремилась достигнуть Пирмазенсе, но была задержана остальной прусской конницей, а герцог Брауншвейгский подоспел на помощь с двумя батальонами инфантерии и конной батареей и заставил французскую армию отступить.
Моро, видя полный провал, поспешно отошел к Горнбаху, оставив в руках победителя около 20 пушек.
Согласно «Военной энциклопедии Сытина», потери у французов составили около 3500 человек; потери пруссаков — 168 человек.
Эта победа не была использована союзникам в полной мере, так как движение вперед было признано преждевременным до прибытия подкреплений и стратегическое преимущество было австрийцами упущено.